# Uhuru Kenyatta
Uhuru Kenyatta (sinh ngày 26 tháng 10 năm 1961) là một chính trị gia Kenya. Ông là con trai của tổng thống đầu tiên của Kenya, Jomo Kenyatta (1894-1978).
Ông bị truy tố vì những tội ác chống lại loài người của Tòa án Hình sự Quốc tế, cam kết trong quá trình Bạo lực sau bầu cử ở Kenya năm 2007-2008. Ông là một ứng cử viên cho cuộc bầu cử tổng thống năm 2013 phải đối mặt với thủ tướng Kenya Raila Odinga. Ông từng làm Bộ trưởng Bộ Tài chính (2008 - 2012). Ngày 9/3/2013 ông được bầu làm tổng thống Kenya, chính thức nhậm chức vào ngày 26/3/2013.
Uhuru được tái đắc cử nhiệm kỳ thứ hai trong cuộc tổng tuyển cử tháng 8 năm 2017, và giành được 54% phiếu phổ thông.
Vào tháng 10 năm 2021, anh ta đã được trích dẫn trong vụ bê bối giấy tờ pandora.